# 印尼炒飯

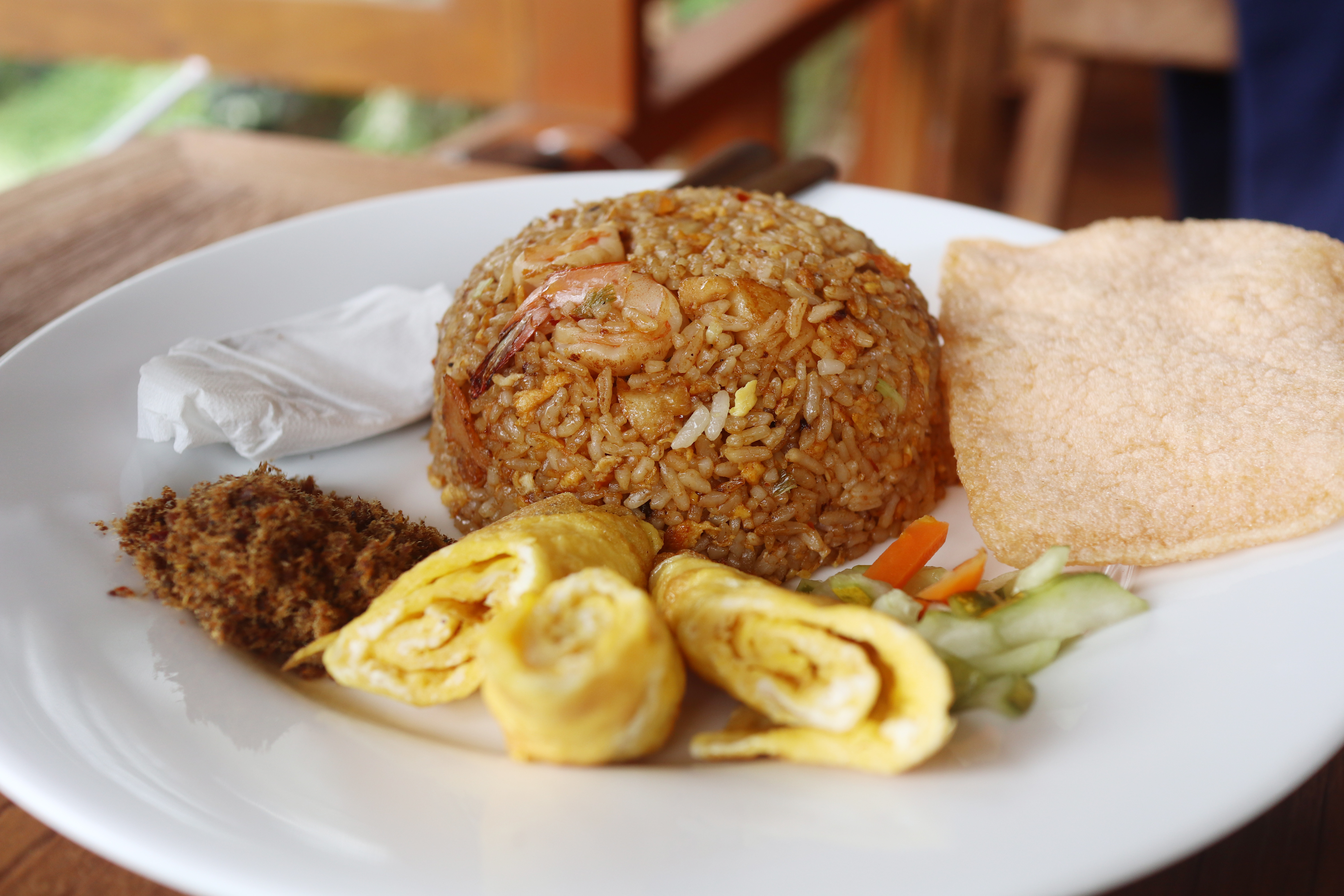
印尼炒飯

印尼炒飯（印尼語：Nasi Goreng）是東南亞的一種炒飯，流行於印尼、馬來西亞及新加坡。

## 作法
在白飯中加入甜醬油、羅望子、蝦米等炒製而成，佐以多種配料，包括沙嗲串燒、黄瓜、印尼蝦餅及煎雞蛋。